# Permaloj

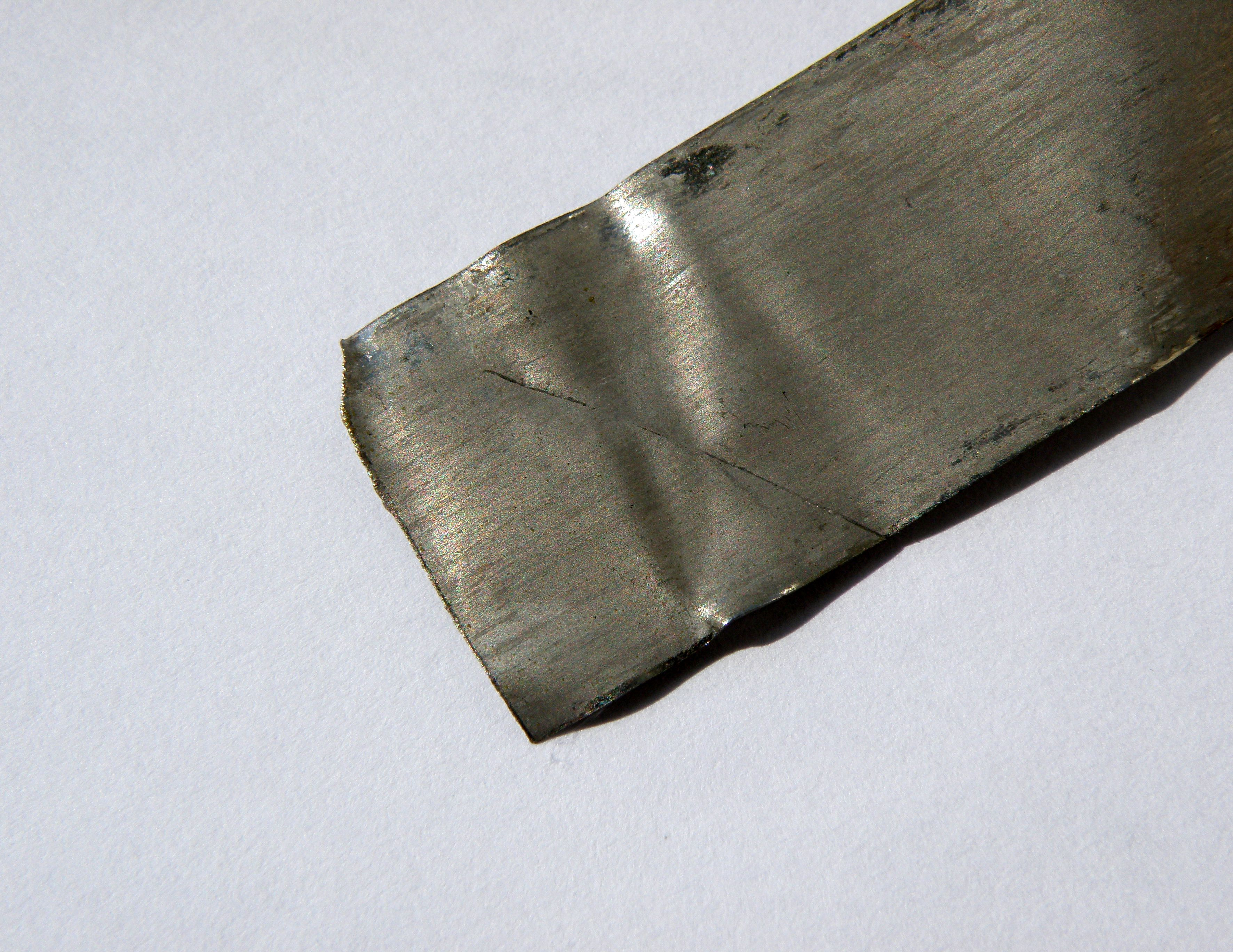
Fragment taśmy wykonanej z permaloju

Permaloj (z ang. permalloy) – stop składający się zwykle z ok. 80% niklu i 20% żelaza, wynaleziony w 1914 r. przez Gustav Elmena  z Bell Telephone Laboratories Jego właściwości magnetyczne (tzw. „miękkość magnetyczna”) wykorzystywane są do budowy rdzeni transformatorów. Charakteryzuje się dużą podatnością magnetyczną tj. łatwo się na- i rozmagnesowuje.
Najczęściej stosuje się go w postaci kształtek blaszanych (kształty przystosowane do umieszczeniach w wycięciach uzwojeń), lakierowanych dla uzyskania izolacji.
Skład permaloju jest zmienny i zależny od zastosowania. Często, w jego nazwie występuje przedrostek liczbowy określający procentową zawartość niklu w stopie, np. „45 permaloj” składa się w 45% z niklu i 55% z żelaza. Oprócz tego na rynku dostępne są też permaloje domieszkowane molibdenem, w tym tzw. supermaloj